# Rash
In medicina un rash è un improvviso cambiamento del colore, consistenza o aspetto della cute che spesso anticipa la comparsa di un esantema tipico delle malattie esantematiche come, ad esempio, varicella e morbillo.

## Descrizione
Un rash può essere localizzato in una sola parte del corpo o può interessare tutta la cute. Questo può causare un cambiamento di colore, prurito, scottatura, irregolarità, screpolatura, secchezza, vesciche e rigonfiamenti, oltre che causare dolore. Sia l'eziologia che il trattamento possono variare di molto da caso a caso. La diagnosi deve prendere in considerazione aspetti come l'apparizione, i sintomi concomitanti, le possibili esposizioni del paziente e l'eventuale insorgenza nei membri della famiglia. Un rash tipico può durare dai 5 ai 20 giorni. La presenza di un rash può aiutare la diagnosi della condizione sottostante.